# Ernst Remelé
Ernst Hubert Remelé (* 6. August 1842 in Euskirchen; † 12. Oktober 1914) war ein deutscher Reichsgerichtsrat.

## Leben
Der Fotograf und Afrikaforscher Philipp Remelé (1844–1883) war sein Bruder. Remelé hat unter anderem in Berlin und Heidelberg studiert. Während seines Studiums wurde er 1860/61 Mitglied der Akademischen Liedertafel Berlin im Sondershäuser Verband. 1865 wurde er auf den preußischen Landesherrn vereidigt. 1871 wurde er Landgerichtsassessor. Er war der Untersuchungsrichter der Marienerscheinungen in Marpingen 1876/1877. 1878 ernannte man ihn zum Landgerichtsrat und 1885 zum Oberlandesgerichtsrat. 1894 kam er an das Reichsgericht. Er war im  II. Zivilsenat tätig. Er trat 1912 in den Ruhestand. Seine Tochter Caroline (1893–) heiratete Otto Hermann Steche.

## Schriften
- Das Reichsgesetz gegen den unlauteren Wettbewerb vom 7. Juni 1909, Berlin 1914.
- Die durch das Gesetz vom 1. Juni 1909 abgeänderten Bestimmungen des Gerichtsverfassungsgesetzes, der Zivilprozeßordnung, des Gerichtskostengesetzes und der Gebührenordnung für Rechtsanwälte, Lahr in Baden 1910.
- Dr. Julius Petersen (Hrsg.): Die Zivilprozeßordnung für das Deutsche Reich in der Fassung des Gesetzes vom 17. Mai 1898 nebst den Einführungsgesetzen. Für den praktischen Gebrauch erläutert. Ernst Remelé / Ernst Anger (Bearb.), 5. Auflage, Lahr in Baden 1904.

## Quelle
- Adolf Lobe: Fünfzig Jahre Reichsgericht am 1. Oktober 1929, Berlin 1929, S. 363.